# 단각목
단각목(端脚目, Amphipoda)은 연갑강에 속하는 갑각류 목의 하나이다. 단각류의 몸길이 범위는 1~340mm이다. 주로 잔사식 생물 또는 청소 동물이다. 전체 7,000여 종 중에서 5,500여 종은 옆새우아목으로 분류하고 있다.

## 하위 분류
전통적으로 다음과 같이 분류했다.
- 옆새우아목 (Gammaridea)
- Caprellidea 또는 Corophiidea
- Hyperiidea
- Ingolfiellidea

2013년 개정된 분류는 다음과 같다.
- 옆새우아목 (Gammaridea)
- Senticaudata
- Hyperiidea
- Ingolfiellidea